# Hugh Mitchell (politiker)

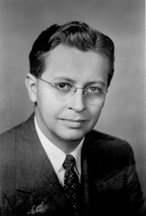
Hugh Burnton Mitchell

Hugh Burnton Mitchell, född 22 mars 1907 i Great Falls, Montana, död 10 juni 1996 i Seattle, Washington, var en amerikansk demokratisk politiker. Han representerade delstaten Washington i båda kamrarna av USA:s kongress, först i senaten 1945-1946 och sedan i representanthuset 1949-1953.
Mitchell studerade vid Dartmouth College. Han arbetade sedan som journalist i Everett, Washington. Han var medarbetare åt Monrad Wallgren 1933-1945. Wallgren avgick 1945 från senaten för att tillträda som guvernör i Washington och Mitchell blev utnämnd till senaten. Mitchell förlorade i senatsvalet 1946 mot republikanen Harry P. Cain.
Han representerade Washingtons 1:a distrikt i representanthuset 1949-1953. Han kandiderade 1952 till guvernör utan framgång. Sedan ville han tillbaka till representanthuset men förlorade både 1954 och 1958.